# Sandrine Bonnaire
Sandrine Bonnaire (* 31. května 1967 Gannat, Allier) je francouzská filmová herečka a režisérka, držitelka Césara pro nejlepší herečku.

## Život a kariéra
Narodila se jako sedmé z jedenácti dětí. Ve filmu začala hrát jako velmi mladá, když si jí všiml režisér Maurice Pialat a obsadil jí do svého snímku Našim láskám. Za svůj výkon v tomto filmu získala Césara coby nejslibnější herečka.
Ve filmu často ztvárňuje ženy, které svými činy jdou proti společenské většině. Takovou byla také úloha tulačky ve filmu Bez střechy a bez zákona, za kterou byla v roce 1986 oceněna Césarem pro nejlepší herečku, stejně jako její pozdější ztvárnění Jany z Arku v dvoudílném filmu Jeanne la Pucelle režiséra Jacquesa Rivetta z roku 1994. S jejím objevitelem, Mauricem Pialatem, spolupracovala dále v roce 1987 v náboženském melodramatu Pod sluncem Satanovým.
Významným v její další tvorbě je například film Pan Hire z roku 1989 nebo Slavnost z roku 1995, režírován Claudem Chabrolem, za který, kromě nominace na Césara, získala také Volpiho pohár pro nejlepší herečku na Benátském filmovém festivalu.
V roce 2007 vytvořila a režírovala dokumentární film o své sestře, trpící autismem, s názvem Jmenuje se Sabine, ve kterém upozornila na špatné podmínky ve francouzských ústavech pro duševně choré. Výsledkem bylo přijetí u tehdejšího francouzského prezidenta Nicolase Sarkozyho a podnícení zájmu veřejnosti o tento problém.
V roce 2009 zasedala v porotě Benátského filmového festivalu a v roce 2012 předsedala porotě filmového festivalu v americkém Deauville.
Byla vdaná za amerického herce Williama Hurta, se kterým měla dceru Jeanne. Od roku 2003 je vdaná za herce a scenáristu Guillauma Lauranta a mají spolu druhou dceru, Adèle.

## Filmografie (výběr)
- 1982 : Nenapravitelní na prázdninách (Les Sous-doués en vacances), režie Claude Zidi
- 1983 : Našim láskám (À nos amours), režie Maurice Pialat
- 1985 : Bez střechy a bez zákona (Sans toit ni loi), režie Agnès Varda
- 1987 : Pod sluncem Satanovým (Sous le soleil de Satan), režie Maurice Pialat
- 1988 : Několik dní se mnou (Quelques jours avec moi), režie Claude Sautet
- 1989 : Pan Hire (Monsieur Hire), režie Patrice Leconte
- 1994 : Jeanne la Pucelle (Jeanne la Pucelle), režie Jacques Rivette
- 1995 : Slavnost (La Cérémonie), režie Claude Chabrol
- 1998 : Zloděj života (Voleur de vie), režie Yves Angelo
- 1998 : Secret défense (Secret défense), režie Jacques Rivette
- 1999 : Východ-Západ (Est-Ouest), režie Régis Wargnier
- 2001 : To je život (C'est la vie), režie Jean-Pierre Améris
- 2003 : V týlu nepřítele (Resistance), režie Todd Komarnicki
- 2004 : Strážce majáku (L'Équipier), režie Philippe Lioret
- 2004 : Příliš důvěrná tajemství (Confidences trop intimes), režie Patrice Leconte
- 2007 : Zeptej se nejdřív dětí (Demandez la permission aux enfants), režie Eric Civanyan
- 2007 : Myslím, že ji miluji (Je crois que je l'aime), režie Pierre Jolivet
- 2009 : Šachová královna (Joueuse), režie Caroline Bottaro

## Ocenění

### César
Ocenění
- 1984: César pro neslibnější herečku za film Našim láskám
- 1986: César pro nejlepší herečku za film Bez střechy a bez zákona

Nominace
- 1988: César pro nejlepší herečku za film Pod sluncem Satanovým
- 1990: César pro nejlepší herečku za film Pan Hire
- 1995: César pro nejlepší herečku za film Jeanne la Pucelle
- 1996: César pro nejlepší herečku za film Slavnost
- 2000: César pro nejlepší herečku za film Východ-Západ

### Jiná ocenění
- 1995: Volpiho pohár pro nejlepší herečku na Benátském filmovém festivalu za film Slavnost